# Струнный квартет № 3 (Чайковский)
Третий струнный квартет ми-бемоль минор был написан Петром Ильичом Чайковским в феврале 1876 года и был посвящён памяти скрипача Фердинанда Лауба. Первое исполнение прошло в доме Николая Григорьевича Рубинштейна, партии скрипок исполнили Гржимали и Бродский, партию альта — Гербер, партию виолончели — Фитценхаген.

## Краткая характеристика
Третий квартет является лучшим квартетом Чайковского. Его музыка по сравнению с Первым и Вторым квартетами, проникнутыми народно-жанровыми мотивами, носит элегический характер, часто достигающий трагической силы звучания.

## Строение
Квартет написан в четырёх частях общей протяжённостью около 37 минут:
1. Andante Sostenuto — Allegro moderato
2. Allegretto vivo e scherzando
3. Andante funebre e doloroso, ma con moto
4. Finale: Allegro non troppo e risoluto